# Prąd Karaibski
Prąd Karaibski – ciepły prąd morski w obrębie Morza Karaibskiego, przedłużenie prądu Gwinejskiego.
Oblewa północne wybrzeża Ameryki Południowej, wpływając przez Cieśninę Jukatańską do Zatoki Meksykańskiej. Po przejściu przez cieśninę kieruje się na północny zachód, a następnie zakręca na wschód, oblewając zachodnią część Niziny Zatokowej.